# 夜の狼

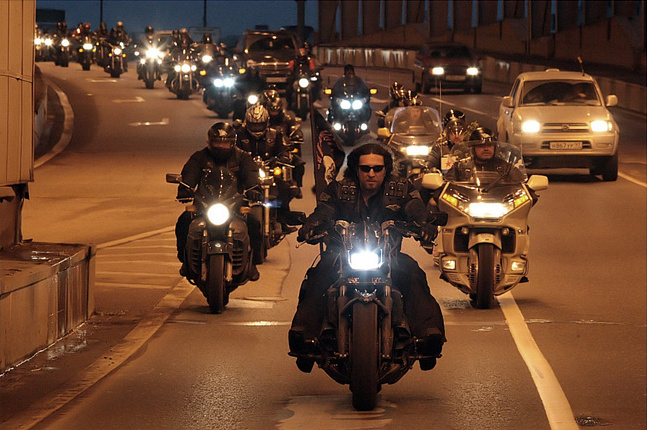
夜の狼

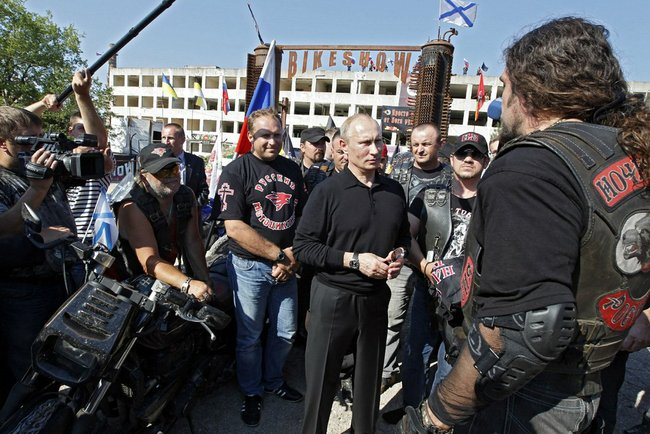
ウラジーミル・プーチンと面会する夜の狼

夜の狼もしくはナイト・ウルヴズ(ロシア語: Ночные Волки、ノーチヌィイェ・ヴォールキ)は、ロシアのバイカー・グループ。1989年にソビエト連邦時代のモスクワで創設され、ソ連崩壊後はロシアだけでなく旧ソ連諸国および東欧全域に支部を有する。

## 概要
創設者のアレクサンドル・ザルドスタノフ（Alexander Zaldostanov）らがアメリカのバイカー・カルチャーに触れ、チェコ製のバイクに乗りバイカーとして活動した事を起源とする。
結成当初は当時ソ連で禁止されていたロックを愛好していたことから反政府的な体制を取っていたが、現在はウラジーミル・プーチン大統領の支持母体となり、ドンバス戦争ではウクライナに義勇兵を送るなど極右的な思想が見られる。
構成員は7000人ほどで、入会希望者は男性であること、旧ソ連邦の出身であること、既存の会員から招待されること、会員になる前に2年間クラブの行事に参加しなければならないことなどが条件となっている。信仰は問われず、チェチェン人などイスラム教徒も入会を認められる。

## 論争
夜の狼は影響元となったヘルズ・エンジェルズのような犯罪集団ではないが、義勇兵の派遣だけではなく、ヨシフ・スターリンの崇拝やユーロマイダンへの好戦的な姿勢、LGBTや西側諸国への誹謗中傷などが指摘されている。